# Spelaeonicippe buchi
Spelaeonicippe buchi is een vlokreeftensoort uit de familie van de Pardaliscidae. De wetenschappelijke naam van de soort is voor het eerst geldig gepubliceerd in 1975 door Andres.